# Frédéric-François-Marie Heckenroth
Frédéric-François-Marie Heckenroth, francoski general, * 1880, † 1959.